# 雷明
雷明（1939年—2010年4月23日），原名雷鳴，男，中国演员，北京电影制片厂演员。

## 生平
1960年代毕业于北京电影学院表演系，后入北京电影制片厂，担任演员。2010年4月23日因胰腺癌去世，享年71岁。

## 影视作品

### 电影
- 《黑三角》
- 《特高课在行动》（1981）——周益
- 《小花》
- 《两塑一个我》
- 《人头的故事》
- 《夺印》
- 《红雨》——李主任
- 《南征北战》
- 《金鹿儿》（又名《金鹿》）
- 《生死抉择》（2000）
- 《一盘没有下完的棋》（1982）
- 《非常岁月》
- 《为什么生我》
- 《穿校服的小兵》
- 《非常大总统》
- 《死去活来》
- 《生死抉择》（2000）——郭中姚（第20届中国电影金鸡奖最佳男配角）

### 电视剧
- 《西游记》（1982）——乌鸡国国王
- 《从深圳开来的特别快车》
- 《燕山情》
- 《南开的绿灯》
- 《金色黄昏》
- 《黑洞》（2002）——聂市长
- 《麻辣婆媳》（2006）——区建华
- 《帝女花》（1994）——崇祯

### 配音
- 《瓦尔特保卫萨拉热窝》（南斯拉夫电影）——吉斯
- 《桥》
- 《男人和孩子》